# Treadwellphysa
Treadwellphysa is een geslacht van borstelwormen uit de familie van de Eunicidae.

## Soorten
- Treadwellphysa amadae (Fauchald, 1977)
- Treadwellphysa dartevellei (Monro, 1936)
- Treadwellphysa languida (Treadwell, 1921)
- Treadwellphysa mixta (Fauchald, 1970)
- Treadwellphysa rizzoae Molina-Acevedo, 2019
- Treadwellphysa veracruzensis (de León-González & Castañeda, 2006)
- Treadwellphysa villalobosi Molina-Acevedo, 2019
- Treadwellphysa yucatanensis Molina-Acevedo & Carrera-Parra, 2017